# Snömannen (film, 2017)
Snömannen (originaltitel: The Snowman) är en brittisk thrillerfilm från 2017 och i regi av Tomas Alfredson. Den är producerad efter ett manus av Hossein Amini och Matthew Michael Carnahan, och baserad på boken med samma namn av Jo Nesbø. Filmen hade biopremiär den 13 oktober 2017.
Ursprungligen var det meningen att Martin Scorsese skulle regissera filmen. Han blev dock tvungen att dra sig ur produktionen på grund av andra projekt.
Filmen handlar om den norske polismannen Harry Hole som undersöker mordet på en kvinna. Huvudrollen Harry spelas av Michael Fassbender.

## Rollista (i urval)
- Michael Fassbender – Harry Hole
- Rebecca Ferguson – Katrine Bratt
- Charlotte Gainsbourg – Rakel
- J.K. Simmons – Arve Støp
- Ronan Vibert – DCI Gunnar Hagen
- Chloë Sevigny – Sylvia Ottersen
- David Dencik – Idar Vetlesen
- James D'Arcy – Filip Becker
- Jamie Clayton – Edda
- Val Kilmer– Gert Rafto
- Jakob Oftebro – Skarre
- Jonas Karlsson – Mathias Lund-Helgesen
- Michael Yates – Oleg
- Alec Newman – Mould Man
- Peter Dalle – Farbror Jonas